# اولفسبول
اولفسبول (به آلمانی: Uelvesbüll) یک شهر در آلمان است که در نوردفرایسلند واقع شده‌است. اولفسبول  ۲۷۸ نفر جمعیت دارد.